# De Polske Brødre
De Polske Brødre (på polsk: Bracia Polscy) var navnet på en unitarisk (≈antitrinitarisk) kirkesamfund i Polen-Litauen fra 1565 til 1658. De blev også kaldt for den lille reformerte kirke (Ecclesia reformata minor) i modsætning til den store reformerte (≈calvinistiske) kirke (Ecclesia reformata maior). Kirkesamfundets stiftere var bl.a. Petrus Gonesius og Lelio Sozzini. Øverste myndighed var en generalsynode, som hvert år trådte sammen i Rakau (Raków). På få år spredte kirkesamfundet sig over store dele af Polen, Litauen og det nuværende vestlige Ukraine. I byen Rakau (Raków) blev der i 1602 oprettet en unitarisk akademi. Som unitarere forkastede de dogmet som treenigheden, Jesu præeksistens og arvesynden. I stedet fremhævede de menneskets fri vilje og en rationalistisk tilgang til Bibelen (fornuftsreligion). Der fandtes (under inspiration fra bl.a. fra hutteritterne) også døberiske (anabaptistiske) og pacifistiske holdninger, hvorefter de tog afstand fra barnedåben og at bære våben. En central skikkelse blev Fausto Sozzini, som var medvirkede til den såkaldte Rakauerkatekisme, som i 1605 sammenfattede centrale unitariske trosartikler. Efter Lelio Sozzini og Fausto Sozzini blev de polske brødres teologi også kaldt for socinianisme. Andre ledende polske brødre var Martin Czechowic, Symon Budny, Valentin Schmalz, Johann Völkel og Hieronymus Moskorzowski.
Som led i den katolske modreformation blev akademiet i Rakau 1638 ophævet og dele af byen blev ødelagt. Især jesuiterne hærgede byen. Endelig i 1658 blev samtlige polske brøde landforvist. Mange flygtede til Siebenbürgen (Transsylvanien), Nederlandene, England og Preussen. Den polske unitarisme spredte sig derefter i mange lande, især til England og senere til Nordamerika. En gruppe fordrevne polske brøde bosatte sig under ledelse af Stanisław Lubieniecki i København, men blev i 1662 afvist af kongen. Samme skæbne led unitarerne 1663 i Frederiksstad i Sydslesvig, som blev bortvist af den gottorpske hertug. 